# Golgatha-Kirche (Heldrungen)

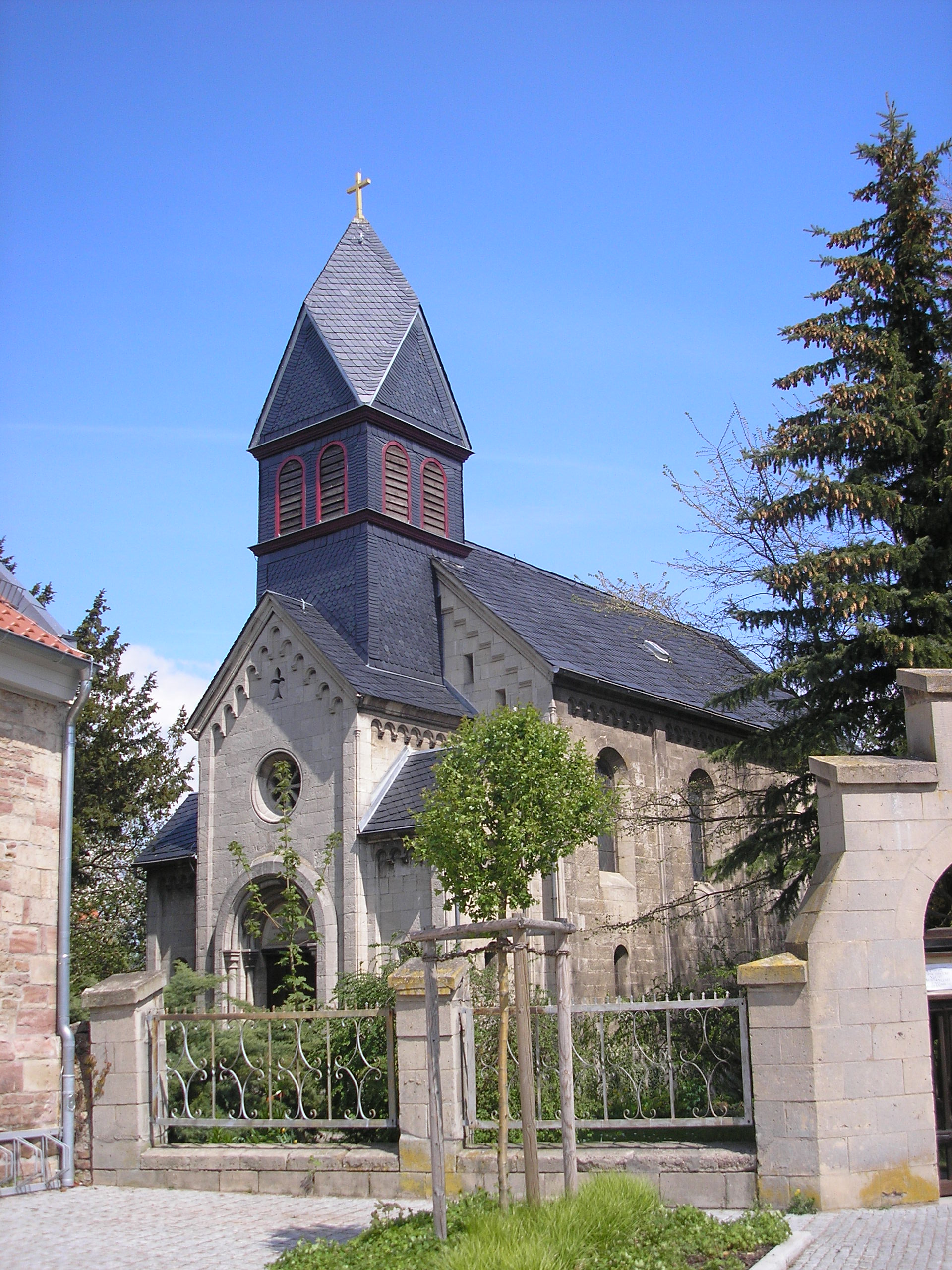
Die Golgathakapelle

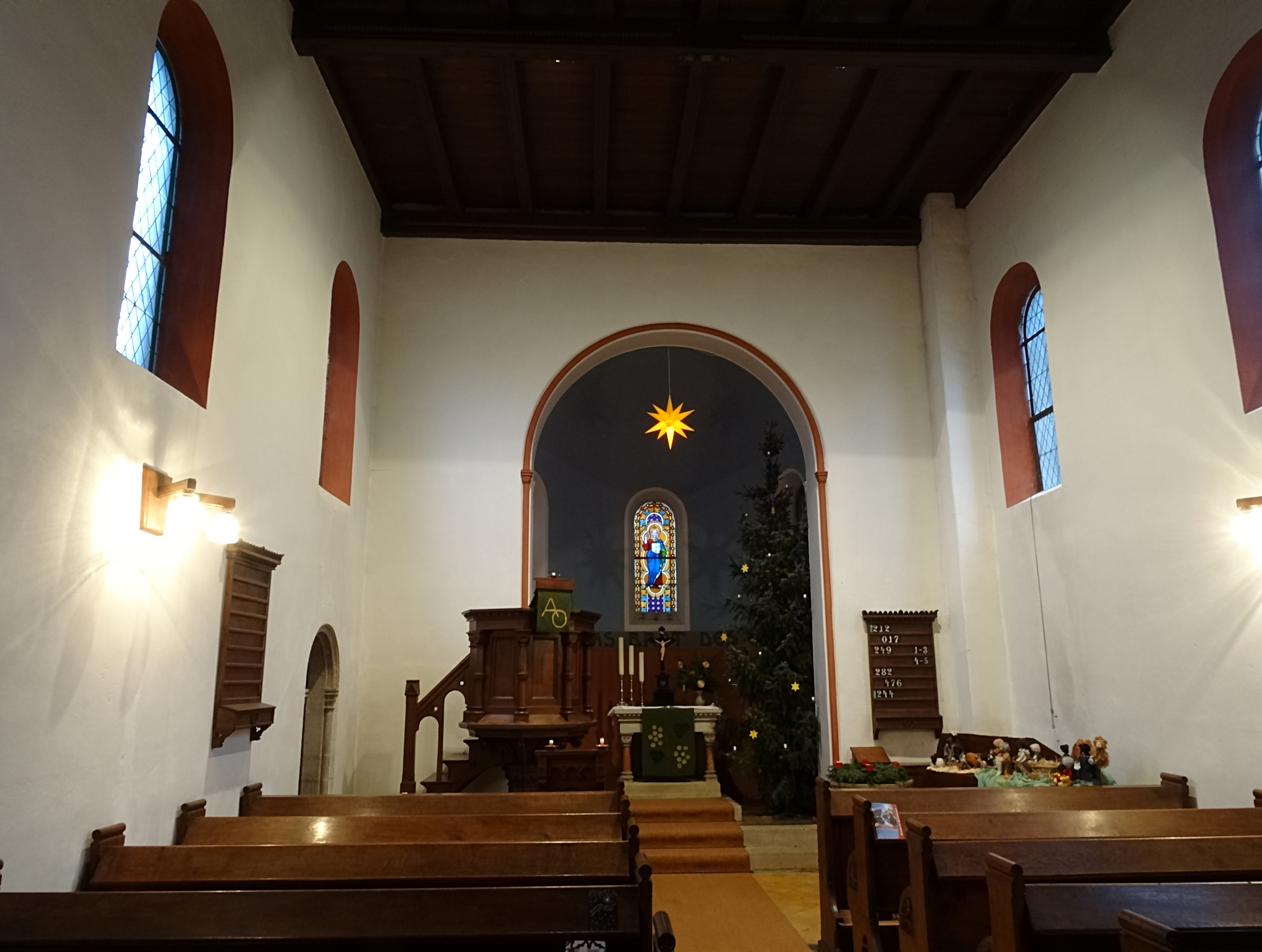
Innenraum

Die altlutherische Golgatha-Kirche steht in Heldrungen, einem Ortsteil der Stadt und Landgemeinde An der Schmücke, im Kyffhäuserkreis in Thüringen.

## Geschichte
Die altlutherische Gemeinde in Heldrungen wurde 1837 durch den Müllermeister Christoph Rüdiger gegründet. Bis zu seinem Tod 1850 versammelte sich die Gemeinde in der heute noch bestehenden Ölmühle zwischen Heldrungen und Oberheldrungen. Nach Rüdigers Tod baute sich die Gemeinde eine Scheune in der Ortsmitte als gottesdienstlichen Raum aus, welche jedoch bald zu klein wurde. Am 11. August 1883 wurde auf der ehemaligen Richtstätte des Schlosses der Grundstein für die Golgathakapelle gelegt, und nach eineinhalbjähriger Bauzeit konnte die Kirche am 4. Dezember 1884 geweiht werden. Der Name Golgotakirche leitet sich von der Richtstätte vor den Toren Jerusalems ab, wo Jesus Christus gekreuzigt wurde. Die Kosten des ganzen Bauwerks (ohne Orgel)
betrugen 31.000 Goldmark. Als Architekt wirkte der königliche Baurat Johann Werner aus Naumburg, der auch die Restaurierung des dortigen [Doms] leitete. Für die Ausführung der Chorapsis und Schifffenster wurde die Naumburger Werkstatt Wilhelm Franke beauftragt. Domglas Naumburg ist heute die Nachfolgefirma mit Archivunterlagen. Die aus Bilzingslebener Muschelkalk errichtete Kirche ist bis heute baulich unverändert geblieben. Außen- und Innenarchitektur sind aufeinander abgestimmt und im neuromanischen Stil gehalten. Die Kirche wurde vom Thüringischen Landesamt für Denkmalpflege zum Kulturdenkmal erklärt.
Der Mann, dem die Kirche sehr viel verdankt, ist Pastor Konrad Bachmann, dessen Bild an der Emporenbrüstung hängt. Geboren am 31. Juli 1849 in Riga, war er vom 30. Oktober 1876 bis zu seinem Tod am 7. Oktober 1892 Pfarrer der Gemeinde. Er organisierte und finanzierte mit seiner Frau den Kirchenbau zu großen Teilen und baute gleichzeitig die Gemeinde geistlich auf. Zwei Monate vor Einweihung der Kirche starb Pastor Brachmanns Frau. Auf ihren Wunsch wurde sie vor dem Eingang der Kirche begraben, wo auch ihr Mann beigesetzt wurde. Sein wohl berühmtester Täufling war der spätere Theologieprofessor Werner Elert.
Seit 1991 ist die Golgathagemeinde Heldrungen eine Gemeinde der SELK.

## Glockenturm
Hinter dem Grab steht der ehemalige Dachreiter der Kirche, der bis 1913 eine Glocke trug. Nach dem Himmelfahrtsgottesdienst am 1. Mai 1913 wurde er durch Blitzschlag zerstört. Die Krone der Glocke brach beim Sturz ab, diese blieb jedoch heil. Danach wurde der heutige Turm mit dem markanten Rhombendach gebaut und am 14. Juni 1914 geweiht. Zwei weitere Glocken wurden von Oskar George aus Leubingen gestiftet. 1917 wurden die größeren zwei der drei Glocken für Rüstungszwecke eingeschmolzen. 1937/38 wurde das Geläut wieder ergänzt (wieder ein Geschenk der Familie George), aber 1942 mussten erneut zwei Glocken abgeliefert werden. 1954 kaufte die Gemeinde das dritte Geläut, diesmal aus Stahl, da Bronze nicht beschafft werden konnte. Diese Glocken werden heute noch für Gottesdienste und besondere Anlässe verwendet. Die Glockenaufschriften lauten:
1. „Kyrie eleison“ (griechisch = „Herr, erbarme dich“, Gebetsglocke);
2. „Jauchzet Gott alle Lande“;
3. „Gloria in excelsis Deo“ (lateinisch = „Ehre sei Gott in der Höhe!“).

Im Jahr 2008 wurde der Turm mit Schiefer neu gedeckt und das Kreuz wieder vergoldet.

## Orgel

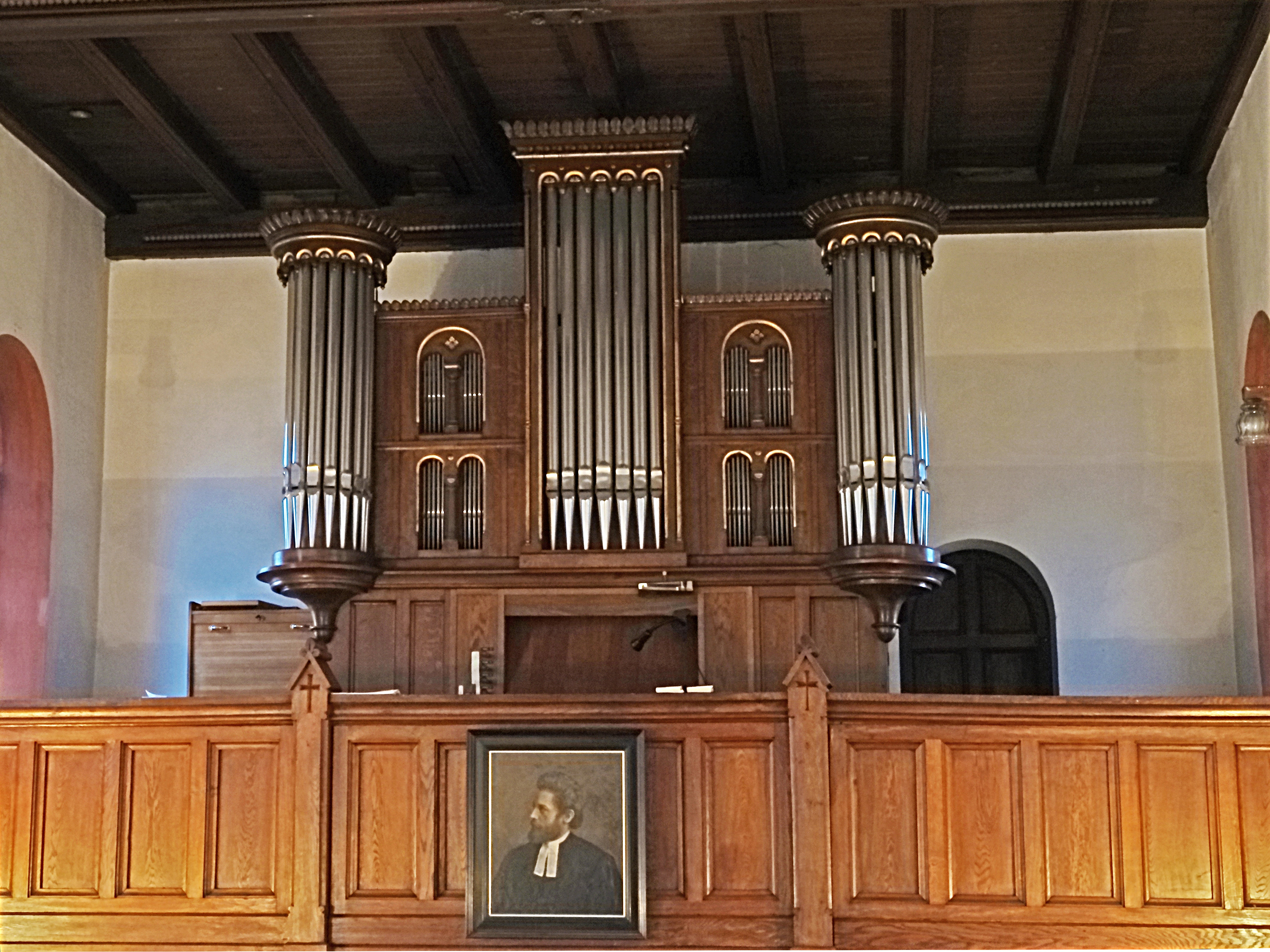
Die Orgel

Drei Jahre nach der Kapellenweihe konnte die Gemeinde am 11. August 1887 die erste Orgel weihen, gebaut von der Firma Strobel aus Frankenhausen. Der Orgelprospekt wurde nach dem Entwurf des Baurats Werner gebaut. Dieselbe Firma Adolf Strobel baute 1914 in das alte Gehäuse eine damals moderne pneumatische Orgel. Am 21. September 1986 wurde die dritte Orgel im alten Gehäuse eingeweiht, eine mechanische Schleifladen-Orgel der Firma Böhm aus Gotha. Im August 1992 wurde sie neu intoniert und erklingt heute in Gottesdiensten und bei Orgelkonzerten.